# Jaworze (gromada)
Jaworze – dawna gromada, czyli najmniejsza jednostka podziału terytorialnego Polskiej Rzeczypospolitej Ludowej w latach 1954–1972.
Gromady, z gromadzkimi radami narodowymi (GRN) jako organami władzy najniższego stopnia na wsi, funkcjonowały od reformy reorganizującej administrację wiejską przeprowadzonej jesienią 1954 do momentu ich zniesienia z dniem 1 stycznia 1973, tym samym wypierając organizację gminną w latach 1954–1972.
Gromadę Jaworze z siedzibą GRN w Jaworzu utworzono – jako jedną z 8759 gromad na obszarze Polski – w powiecie bielskim w woj. stalinogrodzkim, na mocy uchwały nr 15/54 WRN w Stalinogrodzie z dnia 5 października 1954. W skład jednostki wszedł obszar dotychczasowej gromady Jaworze (z wyłączeniem terenów kolonii Jaworze Średnie, wchodzących w skład gromady Wapienica) oraz część obszaru dotychczasowej gromady Jasienica, położona na wschód od drogi (parcela nr kat. 3189) ze zniesionej gminy Jaworze w tymże powiecie. Dla gromady ustalono 27 członków gromadzkiej rady narodowej.
20 grudnia 1956 województwo stalinogrodzkie przemianowano (z powrotem) na katowickie.
Gromada przetrwała do końca 1972 roku, czyli do kolejnej reformy gminnej, po czym Jaworze na okres ponad 18 lat utraciło funkcje administracyjne. Odzyskało je dopiero 1 kwietnia 1991, kiedy to w województwie bielskim reaktywowano gminę Jaworze